# أنديرس كفيست
أنديرس كفيست (بالدنماركية: Anders Bjerring Qvist) هو لاعب كرة قدم دنماركي في مركز الدفاع، ولد في 31 يوليو 1987 في الدنمارك في مملكة الدنمارك. شارك مع منتخب الدنمارك تحت 21 سنة لكرة القدم. أما مع النوادي، فقد لعب مع كوبنهاغن بولدكلوب ونادي فريماد أماغر ونادي نوردشيلاند.